# Канхобальский язык
Канхобальский язык — майяский язык, распространённый в гватемальском департаменте Уэуэтенанго и прилегающих районах Мексики. Число говорящих — около 78 тысяч человек. Принадлежит к канхобаль-чухской ветви майяских языков наряду с такими языками, как чухский, акатекский и хакальтекский.
В канхобальском языке имеется 26 согласных и 5 гласных звуков. Алфавит состоит из следующих букв:
a, b', ch, ch', d, e, h, i, j, k, k', l, m, n, o, p, q, q', r, s, t, t', tx, tx', tz, tz', u, w, x, xh, y, и ' (гортанная смычка). Знаком «'» обозначаются абруптивные согласные. Буква «r» имеет ограниченное применение, и используется главным образом в испанских заимствованиях.
Язык имеет четкий фиксированный порядок слов VSO (глагол — подлежащее — дополнение). Некоторые канхобальские существительные имеют перед собой определённые классификаторы. Некоторые из них: no' (животные), te (деревья/лес), ix (женщина), naq (мужчина), ch’en (камень/металл), xim (кукуруза), и an (растения). Примеры употребления:
- te’ na (дом)
- ix unin (девочка)
- ch’en tumin (деньги)
- an kaq (цветок)

## Числительные
| 1. jun 2. kab' 3. oxeb' 4. kaneb' 5. oyeb' 6. waqeb' 7. uqeb' 8. waxaqeb' 9. b’aloneb' 10. lajoneb' 11. usluk’eb' 12. kab’lajoneb' 13. oxlajuneb' 14. kanlajoneb' 15. holajoneb' 16. waqlajoneb' 17. uqlajoneb' 18. waxaqlajoneb' 19. balonlajuneb' 20. junk’al | 1. jun skak’al 2. kab' skak’al 3. oxeb' skak’al 4. kaneb' skak’al 5. oyeb skak’al 6. waqeb' skak’al 7. uqeb' skak’al 8. waxaqeb' skak’al 9. b’aloneb' skak’al 10. lajoneb' skak’al 11. usluk’eb' skak’al 12. kab’lajoneb' skak’al 13. oxlajuneb' skak’al 14. kanlajoneb' skak’al 15. holajoneb' skak’al 16. waqlajoneb' skak’al 17. uqlajoneb' skak’al 18. waxaqlajoneb' skak’al 19. balonlajuneb' skak’al 20. kak’al | - 60 oxk’al 3x20 - 80 kank’al - 100 ok’al - 120 waqk’al - 140 uqk’al - 160 waxaqk’al - 180 balonlajonk’al - 200 lajunk’al - 400 junk’alwinaq - 800 kak’alwinaq - 2000 ok’alwinaq |